# 공병효
공병효(孔丙孝, 1952년~)는 대한민국 교육철학자로서 그의 대표저서 ⟨교육받은 야만인⟩을 집필하였다. 그는 지두 크리슈나무르티의 영적인 교류에 고양되어 일생을 통하여 그가 주창한 교육철학은 진정한 개인을 완성하는 것이라고 하였다. 그가 말한 진정한 개인이란 어떠한 경우에도 인간의 사고가 조직화 되지 않은 사람을 말한다. 그러한 사람들로 구성된 사회만이 이 세상에 혁명을 가져올 수 있다고 하였다.
그리고 그는 또한 그러한 교육혁명을 통해서만 지구에 평화를 가져오는 것이 가능하다고 말하면서, 종국적으로는 모든 국가를 폐지하고 지구정부를 건설해야 한다고 말한다.
그는 소크라테스(그리스어: Σωκράτης, Socrates, 기원전 470년 경 – 기원전 399년 5월 7일)의 죽음(독배)을 통하여 지구정부의 기초를 마련할 수 있는 계기를 삼았다. 공병효가 소크라테스에게서 발견할 수 있었던 것은 곧 진정한 개인, 건강한 세계시민의 모범이었다. 소크라테스의 다음과 같은 말에서, 공병효는 세계가 하나의 정부를 갖기 위해서는 진정한 개인, 세계시민에 의한 지구정부 설립이 필요하다는 것을 주창하였다. "나는 아테네인도 아니요, 그리스인도 아니다. 나는 세계시민일 뿐이다." 그리고 소크라테스에게서 영향을 받은 그의 '진정한 개인'이란 가치 속에는 죽음에 대한 철학과 신념이 들어 있다.
"철학자는 죽을 준비를" 하고 있어야 한다.(이말은 소크라테스가 감옥에서 독배를 마시기 하루전 감옥을 찾아온 지인과 제자들과의 대화중 제자의 질문에 답한 말이다.) "죽음이란 영혼과 육체의 분리일 뿐이며, 죽음은 모든 불순함에서 벗어난 영혼이 순수한 본질의 세계로 되돌아 가는 것이다."

## 같이 보기
- 교육받은 야만인
- 토마스 복음서 공병효, 《예수의 인성교육 - 도마복음강론》, 2014

## 생애
진주시에서 중등교원(중등학교 교사)으로 재직하였고, 2014년 교장을 끝으로 교단을 은퇴하였으며, 현재 평생 지두 크리슈나무르티의 연구에 기초한 지구정부 설립과 지구헌법 창제를 기획 중이다.